# 狭叶牡蒿
狭叶牡蒿（学名：Artemisia angustissima）是菊科蒿属的植物。分布在朝鲜以及中国大陆的陕西、山东、甘肃、吉林、山西、黑龙江、江苏、辽宁、河北、河南等地，生长于海拔600米的地区，多生长于低海拔地区的山坡或路旁，目前尚未由人工引种栽培。

## 异名
- Artemisia japonica Thunb. var. angustissima (Nakai) Kitam.